# Butler County (Nebraska)
Butler County is een county in de Amerikaanse staat Nebraska.
De county heeft een landoppervlakte van 1.511 km² en telt 8.767 inwoners (volkstelling 2000). De hoofdplaats is David City.